# Jugoslávci
Jugoslávci je etnonymum pro ty obyvatele jihoslovanských zemí, kteří se hlásili/hlásí k jugoslávské národnosti. V dobách SFRJ tvořili de facto sedmý národ federace.

## Vznik a vývoj

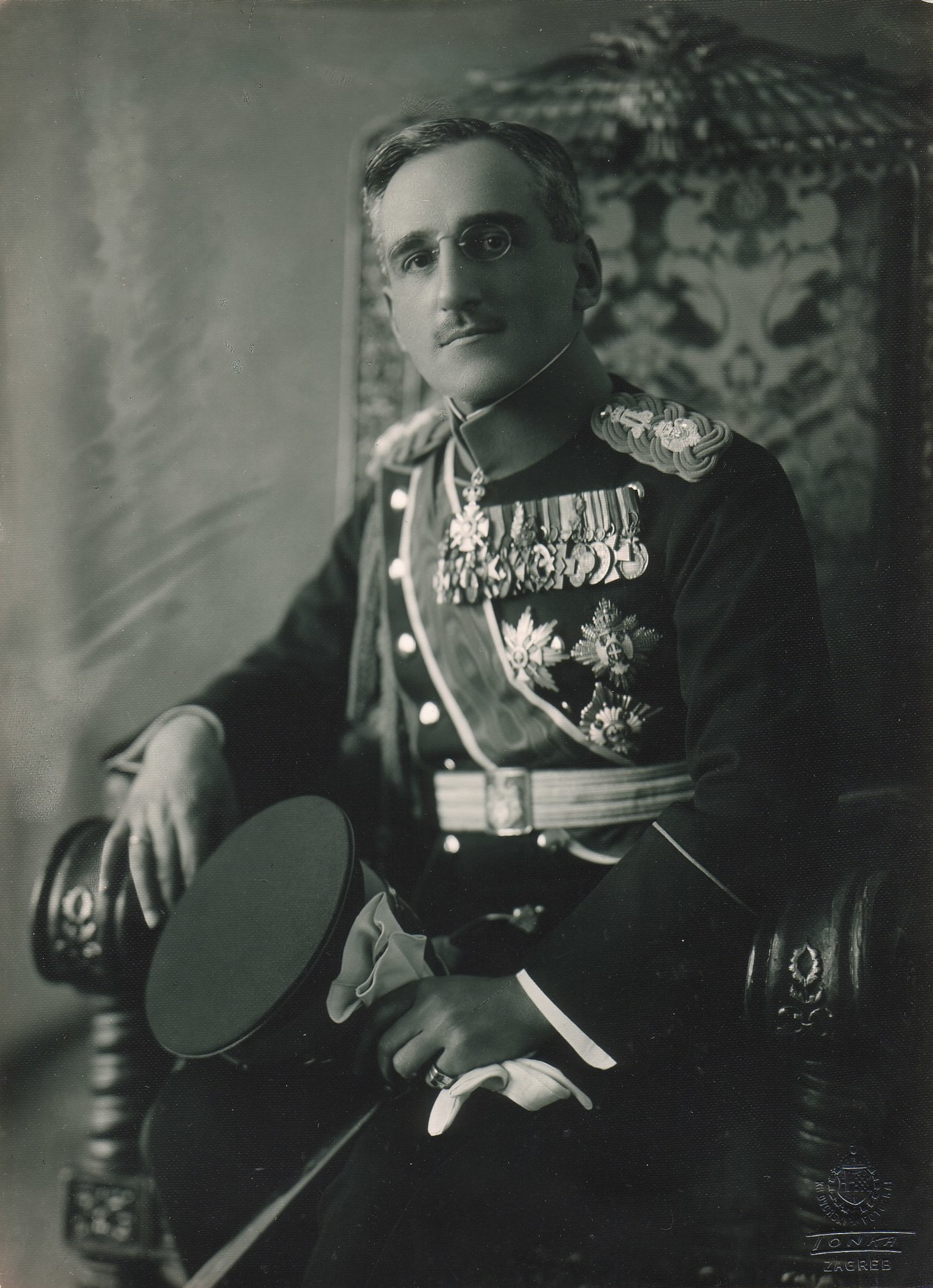
Král Alexandr I., který zavedl označení do politické praxe

### Počátky jugoslávské myšlenky
Vytvoření této národnosti bylo úzce spjato se snahou po silnější integraci jihoslovanských národů. Myšlenky o společné identitě jižních Slovanů se objevovaly už v první třetině 19. století (ilyrské hnutí); na jeho konci byl souhrnný termín „ilyrský“ nahrazen termínem „jugoslávský“ (jugoslavenski), k němuž se hlásilo stále více lidí, především z řad intelektuálů a národních aktivistů (mj. i Gavrilo Princip).

### Království Jugoslávie
Po první světové válce získaly jihoslovanské země samostatnost (Stát Slovinců, Chorvatů a Srbů) a myšlenka jugoslávství tak získala volné pole působnosti. Během 20. let se stalo běžným označovat v literatuře a veřejných projevech obyvatele SHS a jejich země jako jugoslávské. Do politické praxe toto označení nakonec zavedl král Alexandr I. Karađorđević, když nedlouho po zisku absolutní moci během tzv. diktatury z 6. ledna 1929 změnil název státu z Království Srbů, Chorvatů a Slovinců na Království Jugoslávie. Snahou bylo, aby se jednotným označením – a tomu odpovídající výchovou – vytratily již doutnající národnostní rozpory mezi jednotlivými národy a vytvořil se jeden velký státní národ, podobný např. německému (kde také dříve existovaly jednotlivé zemské národy: Bavoři, Sasové, Prusové…). Po králově zavraždění (1934) byla tato koncepce kvůli velké nepopularitě unifikační politiky opuštěna, přesto toto označení dále přežívalo.

### Po druhé světové válce
Skončení druhé světové války a vznik lidově demokratického státu federativního charakteru znamenal ústup od hrubého sjednocujícího nátlaku. Komunisté už během války vystoupili s programem uznání všech 6 hlavních etnik Jugoslávie (včetně nově uznaného: Muslimů) za svébytné národy, mající právo na samosprávu a autonomní kulturně-jazykový vývoj. To ovšem neznamená, že by se o zrušení těchto celků/republik a zavedení unifikovaného označení pro všechny obyvatele čas od času nehovořilo. Konzervativní křídlo Svazu komunistů Jugoslávie s takovými názory občas předstoupilo v souladu s názorem, že národ je „buržoazní přežitek“.
Stoupající počet lidí se i nadále hlásil k jugoslávské národnosti. Podstatným důvodem byla např. smíšená manželství, vyjádření příslušnosti k celé zemi, či nedostatek silného lokálního národního uvědomění. Nakonec úřední orgány oficiálně zavedly tuto národnost (psána jako „Jugoslávci“, v uvozovkách – pro rozlišení od státní příslušnosti) do kolonek sčítacích archů (poprvé r. 1971). Roku 1981 tvořili Jugoslávci již 5,4 % (1,2 milionu) obyvatel státu.

### Současnost
Během občanské války na poč. 90. let jejich počty silně poklesly. Po rozpadu země jich nejvíce žije v Srbsku, Bosně, USA, Kanadě a Austrálii (emigranti); v nástupnických republikách se většinou přihlásili opět k majoritním národnostem.